# M1 Group
Pour les articles homonymes, voir M1.
M1 Group est un holding d'investissement diversifié qui détient des participations dans plusieurs sociétés dans les domaines des télécommunications, du commerce de détail, de l'énergie et de l'immobilier. Son siège social est installé à Beyrouth au Liban et son PDG est Azmi Mikati.

## Origine
L'activité fut lancée il y a une quarantaine d'années par deux frères libanais, Taha et Najib Mikati (ce dernier deviendra Premier ministre du Liban en 2005), qui avaient démarré dans le secteur de la construction puis s'étaient tournés dans les années 1980 vers les télécommunications. Ils furent à l'origine de ce qui deviendra leur société-phare, Investcom, qui a été cotée à la bourse de Londres et à celle de Dubaï. En 2005, Investcom employait plus de 5 000 personnes et était présente dans douze pays et trois continents. Son EBITDA atteignait 660 millions de dollars. L'introduction en bourse, effectuée le 6 octobre 2005, fut une étape importante pour la société dont la capitalisation boursière atteignit à cette occasion 3,3 milliards de dollars. Investcom fut cotée à la fois aux bourses de Londres et de Dubaï, et sa cotation était la plus importante des sociétés du Moyen-Orient.
En juin 2006, Investcom fut rachetée pour 5,5 milliards de dollars par l'entreprise sud-africaine MTN qui devint le premier opérateur de téléphonie mobile des marchés africains et moyen-orientaux.

## Activités
C'est en 2007 que Taha et Najib Mikati fondèrent M1 Group. Celui-ci comporte aujourd'hui huit sociétés :
- M1 Limited qui détient 10 % du capital de MTN[2],
- M1 Real Estate basé à Monaco et qui détient des actifs immobiliers en Europe, aux États-Unis et au Moyen-Orient. Plusieurs opérations immobilières ont été menées ces dernières années au Royaume-Uni : le rachat des bureaux du Credit Suisse Group à Canary Wharf en 2009 pour 150 millions de livres, le rachat la même année de l'immeuble Times Place à Londres pour 56,5 millions de livres[3], le rachat de la Victoria House à Camden en 2010 pour 295 millions de dollars[4].
- M1 Commercial Jets qui louent des avions de ligne,
- M1 Travel qui est le principal actionnaire de la compagnie aérienne suisse Baboo, basée à Genève,
- M1 Fashion qui détient plusieurs marques de vêtement dont l'entreprise niçoise Façonnable rachetée en 2007 à la chaîne de magasins Nordstrom pour 210 millions de dollars[5] ou la marque britannique Hackett. En avril 2015, M1 Fashion acquiert, à travers L Capital Asia, un fonds d'investissement contrôlé par LVMH, et M1 Fashion, Pepe Jeans[6].
- M1 Energy qui détient des participations dans la compagnie pétrolière Avante Petroleum basée au Luxembourg,
- M1 Capital qui gère les actifs financiers de M1 Group,
- M1 Industries qui est présent sur le marché des biens de grande consommation avec notamment la production de produits laitiers.

En février 2010, M1 Group a racheté 50 % de la participation de EFG-Hermes dans la banque libanaise Audi Sal, la banque la plus importante du pays, pour 450 millions de dollars,.